# 해석적 수론
정수론에서 해석적 수론(解析的數論, 영어: analytic number theory)은 소수나 다른 수론적 대상의 분포·밀도·크기 따위를 복소해석학적 기법을 사용해서 어림잡는 분야이다. 대표적인 문제로 웨어링의 문제, 리만 가설, 골드바흐의 추측 등이 있다.

## 참고 문헌
- Ayoub, Raymond George (1963). 《An Introduction to the Analytic Theory of Numbers》. Mathematical Surveys (영어) 10. American Mathematical Society. OCLC 476776. Zbl 0128.04303.
- H. L. Montgomery and R. C. Vaughan, Multiplicative Number Theory I: Classical Theory
- H. Iwaniec and E. Kowalski, Analytic Number Theory.
- Newman, D. J. (1998). 《Analytic number theory》. Graduate Texts in Mathematics (영어) 177. Springer. Zbl 0887.11001.

## 같이 보기
- 웨어링의 문제
- 리만 가설
- 골드바흐의 추측